# Női 3 méteres szinkronugrás a 2013-as nyári universiadén
A 2013-as nyári universiadén a műugrás női szinkron 3 méteres versenyszámát július 11-én rendezték meg a Vízisportok Palotájában (Aquatics Palace).

## Versenynaptár
Az időpont helyi idő szerint, zárójelben magyar idő szerint olvasható.
| Dátum                       | Időpont       | Forduló |
| --------------------------- | ------------- | ------- |
| 2013. július 11., csütörtök | 12:00 (10:00) | Döntő   |

## Eredmény
| # | Név                                    | Ország                          | Döntő  | Döntő   |
| # | Név                                    | Ország                          | Pontok | Rangsor |
| - | -------------------------------------- | ------------------------------- | ------ | ------- |
|   | Csen Je Cseng Suang-hszüe              | Kína (CHN)                      | 314,40 | 1       |
|   | Samantha Mills Fan Esther Qin          | Ausztrália (AUS)                | 291,60 | 2       |
|   | Meghan Houston Laura Ryan              | Amerikai Egyesült Államok (USA) | 270,00 | 3       |
| 4 | Diana Csaplieva Marija Szmirnova       | Oroszország (RUS)               | 268,50 | 4       |
| 5 | Arantxa Chávez Paola Milagros Espinosa | Mexikó (MEX)                    | 257,10 | 5       |
| 6 | Jasmine Lai Pui Yee Kam Ling Kar       | Malajzia (MAS)                  | 248,01 | 1       |
| 7 | Natali Cruz Nicoli Cruz                | Brazília (BRA)                  | 235,62 | 7       |
| 8 | Taina Karvonen Iira Laatunen           | Finnország (FIN)                | 233,43 | 8       |